# Sébastien Jouve
Pour les articles homonymes, voir Jouve.
Sébastien Jouve, né le 8 décembre 1982 à Mont-Saint-Aignan, est un kayakiste français pratiquant la course en ligne.

## Carrière
Sébastien Jouve participe à l'épreuve de canoë-kayak aux Jeux olympiques d'été de 2008 de Pékin en K-2 500 m, où il termine septième.
Il remporte deux médailles lors des Championnats du monde 2009 à Dartmouth, l'une en argent en K-4 1 000 m et l'autre en bronze en K-1 4 × 200 m.
L'année suivante lors des Championnats du monde de course en ligne (canoë-kayak) 2010 à Poznań, il est double médaillé d'or en K-4 1 000 m et en K-2 200 m.
De 2004 à 2010 il reste invaincu sur l'épreuve monoplace K-1 500 m lors des Championnats de France qui se déroule chaque année en juillet.
En 2011 lors des Championnats du monde à Szeged, il obtient pour la seconde année consécutive le titre du K-2 200 m en compagnie d'Arnaud Hybois. Il ouvre ainsi un quota pour la France pour les Jeux olympiques de 2012.
En 2012, à Londres, il participe à ses deuxièmes Jeux olympiques en courant l'épreuve du K-2 200 m, avec son coéquipier Arnaud Hybois. Il termine quatrième.
En 2014, à Moscou lors des championnats du monde il est médaillé de bronze en k-2 200 m.
En 2015, il remporte l'épreuve monoplace k-1 200 m lors des championnats de France, il prend la quatrième place des championnats du monde de Milan en K-2 200 m. Il ouvre ainsi un quota pour la France pour les Jeux olympiques de 2016. Lors de ces Jeux, il termine septième en K-2 200 m  et K-4 1 000 m.
Il annonce mettre un terme à sa carrière en mai 2018.